# Região Geográfica Imediata de Brejo Santo
A Região Geográfica Imediata de Brejo Santo é uma das dezoito regiões imediatas do estado brasileiro do Ceará, e junto com a Região Geográfica Imediata de Juazeiro do Norte, compõe a Região Geográfica Intermediária de Juazeiro do Norte.
É composta por oito municípios, sendo que o mais populoso é Brejo Santo.

## Municípios
- Abaiara
- Barro
- Brejo Santo
- Jati
- Mauriti
- Milagres
- Penaforte
- Porteiras